# Edmílson Matias
Edmílson Matias (* 26. März 1974 in Andirá) ist ein ehemaliger brasilianischer Fußballspieler.

## Karriere
Edmílson begann seine Karriere 1993 bei SE Matsubara und spielte unter anderem auch bei União Bandeirante FC. 1995 unterschrieb er einen Vertrag beim japanischen Zweitligisten Kyōto Purple Sanga. 1995 wurde er mit dem Verein Vizemeister der zweiten Liga und stieg in die erste Liga auf. Für Kyōto bestritt er 29 Ligaspiele und schoss dabei 17 Tore. 1997 kehrte er nach Brasilien zurück. Hier unterschrieb er einen Vertrag beim Erstligisten SE Palmeiras. 1997 wurde er mit dem Verein Vizemeister der Campeonato Brasileiro Série A. 1998 wurde er an den Kyōto Purple Sanga ausgeliehen. 1999 kehrte er zu SE Palmeiras zurück. 2000 wechselte er zum japanischen Yokohama F. Marinos. 2000 wurde er mit dem Verein Vizemeister der J1 League. 2001 wechselte er zum brasilianischen Cruzeiro EC. Anschließend wechselte er jede Saison den Verein. Danach spielte er bei Coritiba FC, EC Juventude und Figueirense FC. 2013 beendete er seine Karriere als Fußballspieler.

## Erfolge
Santo André
- Copa do Brasil: 2004

Coritiba
- Série B: 2007